# Олтени (Лучени)
Олтени (рум. Olteni) насеље је у Румунији у округу Дамбовица у општини Лучени. Oпштина се налази на надморској висини од 281 m.

## Становништво
Према подацима из 2002. године у насељу је живело 524 становника, од којих су сви румунске националности.